# Kreisgericht Kėdainiai

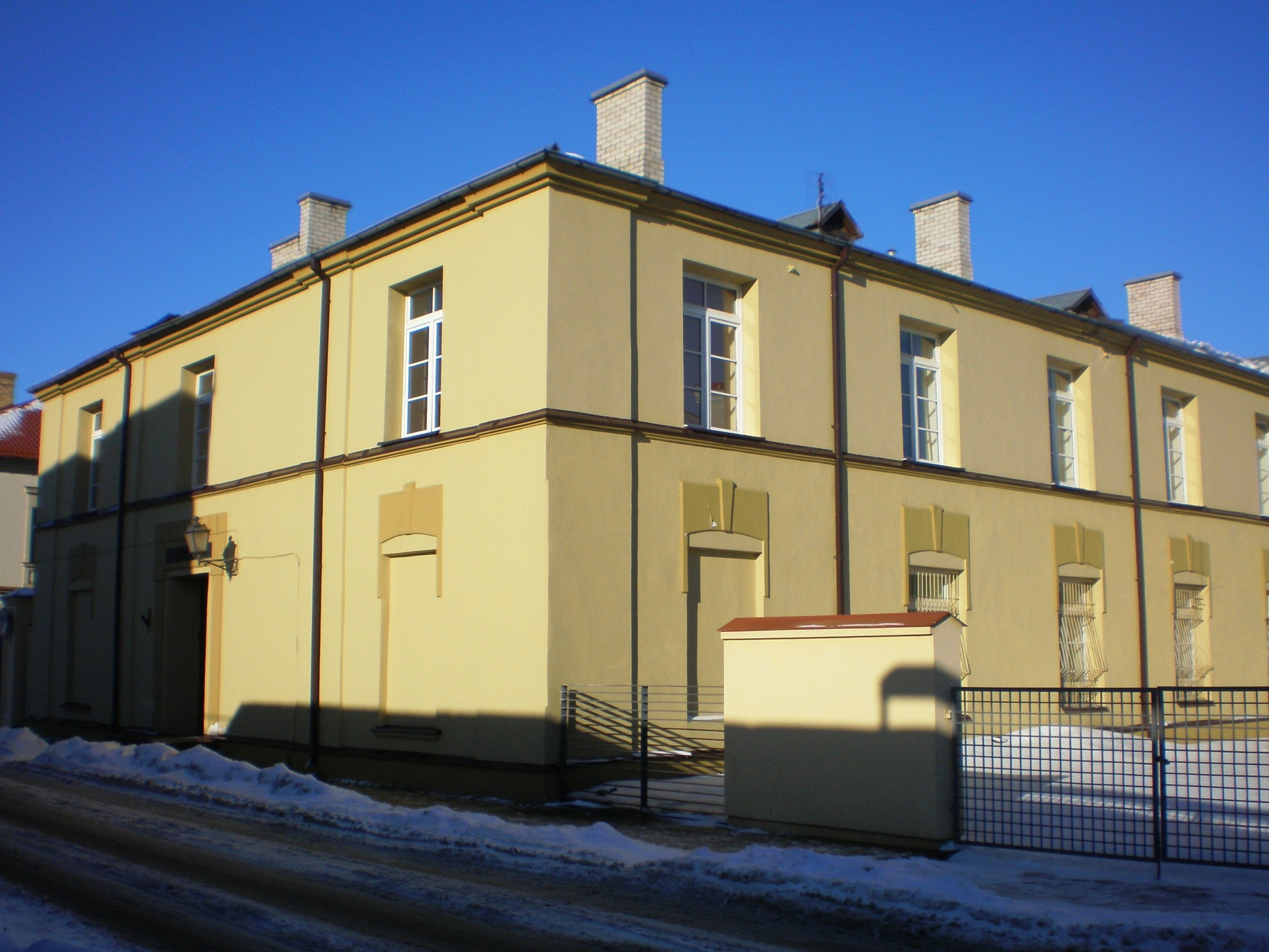
Das Gericht

Das Kreisgericht Kėdainiai (lit. Kėdainių rajono apylinkės teismas, 'das Kreisgericht des Rayons Kėdainiai') ist ein Kreisgericht im Zentrum Litauens, Distrikt Kaunas. Es gibt sieben Richter (9 Richterstellen; 2 Stellen sind frei (September 2009)). 
Adresse lautet Didžioji g. 64, Kėdainiai, LT-57273.
Das Gericht gehört der ordentlichen Gerichtsbarkeit an, die Appellationsinstanz ist das Bezirksgericht Panevėžys.

## Geschichte
Der Vorgänger des Gerichts war das sowjetische Kreisgericht Kėdainiai. An dem Gericht gab es bis 2003 eine Gerichtsvollzieherkanzlei mit vier Gerichtsvollziehern (OberGerichtsvollzieherin war Frau R. Leonavičienė). 2008 verhandelte das Gericht 2988 Zivil- und 360 Strafsachen.

## Richter
Gerichtsvorsitzender (seit 23. Juni 2003) ist Vitalijus Kondratjevas (* 1967).
Andere Richter sind Henryta Gerdvilė, Algimantas Brigadierius, Audra Kriščiūnienė, Jūratė Petraškienė, Laima Šablevičienė, Ramyna Šidlauskienė, Bronius Varsackis.